# Geōrgios Ntaviōtīs
Geōrgios Ntaviōtīs (in greco Γεώργιος Νταβιώτης?; Atene, 29 giugno 1998) è un calciatore greco, attaccante dell'Egaleo.

## Carriera

### Club
È cresciuto calcisticamente nelle giovanili dell'Atromītos, con il quale ha esordito in prima squadra il 25 settembre 2019, nell'incontro di Souper Ligka Ellada pareggiato per 1-1 contro il Larissa.

### Nazionale
Ha giocato nelle nazionali giovanili greche Under-20 ed Under-21.

## Statistiche

### Presenze e reti nei club
Statistiche aggiornate al 30 aprile 2022.
| Stagione        | Squadra         | Campionato      | Campionato | Campionato | Coppe nazionali | Coppe nazionali | Coppe nazionali | Coppe continentali | Coppe continentali | Coppe continentali | Altre coppe | Altre coppe | Altre coppe | Totale | Totale |
| Stagione        | Squadra         | Comp            | Pres       | Reti       | Comp            | Pres            | Reti            | Comp               | Pres               | Reti               | Comp        | Pres        | Reti        | Pres   | Reti   |
| --------------- | --------------- | --------------- | ---------- | ---------- | --------------- | --------------- | --------------- | ------------------ | ------------------ | ------------------ | ----------- | ----------- | ----------- | ------ | ------ |
| 2019-2020       | Atromītos       | SL              | 9+3        | 0          | CG              | 3               | 0               | UEL                | 0                  | 0                  |             | -           | -           | 15     | 0      |
| 2020-2021       | Atromītos       | SL              | 7+3        | 0          | CG              | 2               | 0               |                    | -                  | -                  |             | -           | -           | 12     | 0      |
| 2021-2022       | Atromītos       | SL              | 3+1        | 0          | CG              | 0               | 0               |                    | -                  | -                  |             | -           | -           | 4      | 0      |
| Totale carriera | Totale carriera | Totale carriera | 26         | 0          |                 | 5               | 0               |                    | 0                  | 0                  |             | -           | -           | 31     | 0      |